# Kim Gunnar Svendsen
Kim Gunnar Svendsen (født 24. december 1955 i Roskilde) er en dansk forhenværende cykelrytter. Hans foretrukne disciplin var banecykling.
Han har to gange kørt som par nummer syv ved Københavns seksdagesløb. Ved Sommer-OL 1976 deltog han i holdforfølgelsesløb.

## Privat
Han har sønnen Matias Malmberg sammen med tidligere cykelrytter og VM- og OL-deltager Hanne Malmberg.